# Edut Me'Ones
Pour plus de détails, voir Fiche technique et Distribution.
Edut Me'Ones est un film dramatique israélien de Raphaël Rebibo sorti en 1984.

## Synopsis
Ronit (Anat Atzmon), divorcée avec un enfant, est témoin du viol de sa voisine.
C'est le seul témoignage que la police possède pour envoyer le violeur devant le tribunal.
Gaby (Uri Gavriel) le frère du violeur, un homme normal, bien sous tous rapports, vient faire pression sur elle pour renoncer à son témoignage.
Devant son refus, il détruit petit à petit sa vie et son entourage jusqu'au moment où il veut toucher à son enfant.
Ronit est devant un dilemme: maintenir son témoignage ou sauver son enfant.

## Fiche technique
- Titre : Edut Me'Ones
- Titre anglais : Forced Witness
- Histoire : Raphaël Rebibo
- Scénario : Raphaël Rebibo  et Eli Tabor
- Musique originale  : Dov Seltzer
- Montage : Alain Jakubowicz
- Directeur de la photo : Maurice Fellous
- Producteur associé : Isaac Kol
- Producteurs :Menahem Golan et Yoram Globus
- Production : Cannon Group
- Date de sortie : 1984
- Pays :  Israël
- Genre : drame
- Format : couleurs
- Langue : hébreu

## Distribution
- Anat Atzmon
- Uri Gavriel